# Pyjamasleken (film)
Pyjamasleken (engelska: The Pajama Game) är en amerikansk musikalfilm från 1957 i regi av George Abbott och Stanley Donen. Filmen är baserad på scenmusikalen med samma namn från 1954. Flera av skådespelarna från Broadway-uppsättningen upprepade sina roller i filmen, med undantag för Janis Paige, som i filmen ersattes av Doris Day och Stanley Prager, vars roll istället spelades av Jack Straw.

## Rollista i urval
- Doris Day - Katherine "Babe" Williams
- John Raitt - Sid Sorokin
- Carol Haney - Gladys Hotchkiss
- Eddie Foy Jr. - Vernon "Hine-sie" Hines
- Reta Shaw - Mabel
- Thelma Pelish - Mae
- Jack Straw - Prez
- Barbara Nichols - "Poopsie"
- Ralph Dunn - Myron Hasler
- Owen Martin - Max

## Musiknummer i filmen
- "The Pajama Game" – ensemble
- "Racing With the Clock" – ensemble
- "I'm Not At All In Love" – Babe & ensemble
- "I'll Never Be Jealous Again" – Hines & Mabel
- "Hey There" – Sid
- "Once-A-Year-Day" – Babe, Sid &  ensemble
- "Small Talk" – Babe & Sid
- "There Once Was a Man" – Babe & Sid
- "Racing With the Clock" (reprise) –  ensemble
- "Steam Heat" – Gladys
- "Hey There" (reprise) – Babe
- "Hernando's Hideaway" – Gladys & ensemble
- "7½ Cents" – Babe, Prez & ensemble